# Lac de Vouglans
Der Lac de Vouglans ist ein Stausee des Flusses Ain in der französischen Region Bourgogne-Franche-Comté. Er ist ca. 20 bis 25 Kilometer südöstlich von Lons-le-Saunier gelegen. Das Gebiet des Sees liegt zwischen den Gemeindeflächen von Pont-de-Poitte und Vouglans.
Mit einem Stauvolumen von 605 Millionen Kubikmetern ist der 30 Kilometer lange und bis zu 100 Meter tiefe Lac de Vouglans nach dem Lac du Der-Chantecoq, dem Lac de Serre-Ponçon und dem Lac de Sainte-Croix der viertgrößte Stausee Frankreichs.
Der See wurde von 1964 bis 1969 von der Stromerzeugergesellschaft EDF errichtet und dient vor allem der Stromerzeugung, ist aber auch ein beliebtes Erholungsgebiet. Er ist der oberste von sechs Staustufen im Tal der Ain. Das direkt unterhalb der Staumauer liegende Kraftwerk wurde 1968 in Betrieb genommen. Es verfügt über eine maximale Leistung von 285 MW, die mit drei Francis-Turbinen erzeugt wird. Mit einer zusätzlichen Pumpengruppe kann Wasser aus der darunter liegenden Staustufe Saut Mortier in den Lac de Vouglans gepumpt werden.  

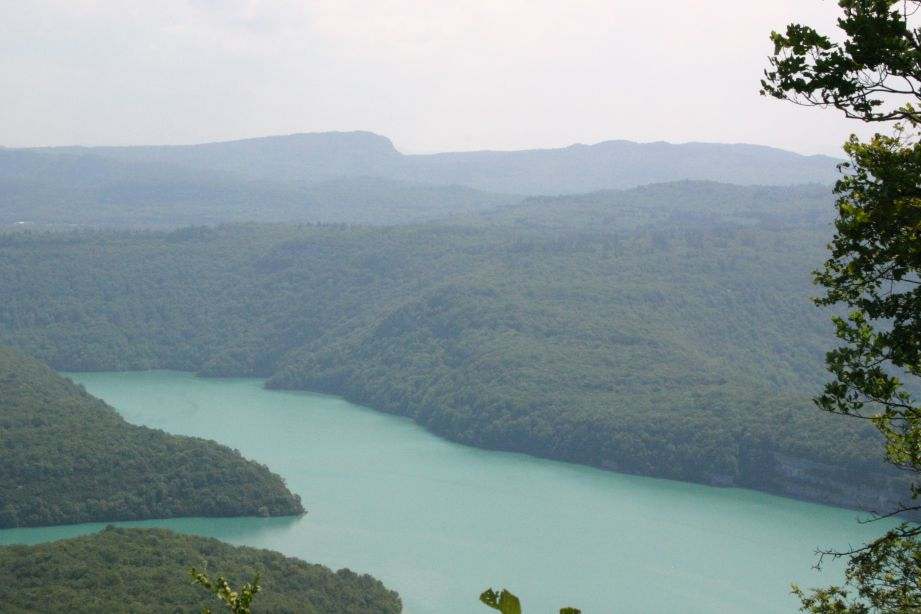
Lac de Vouglans
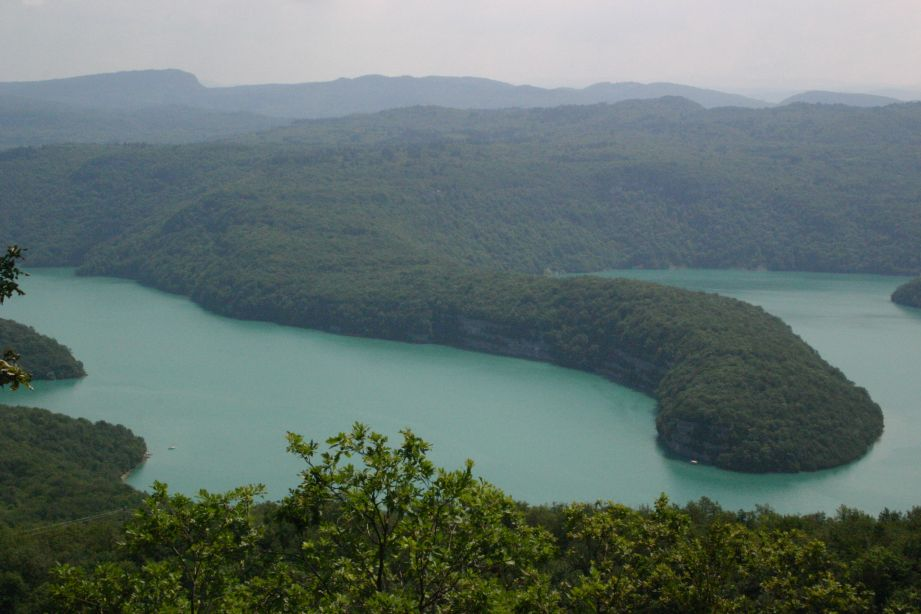
Lac de Vouglans
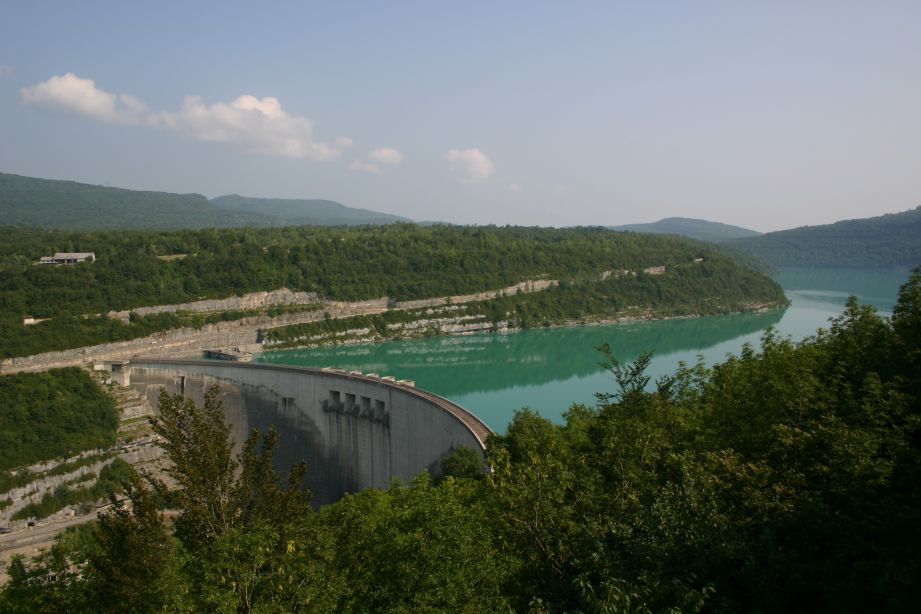
Staumauer
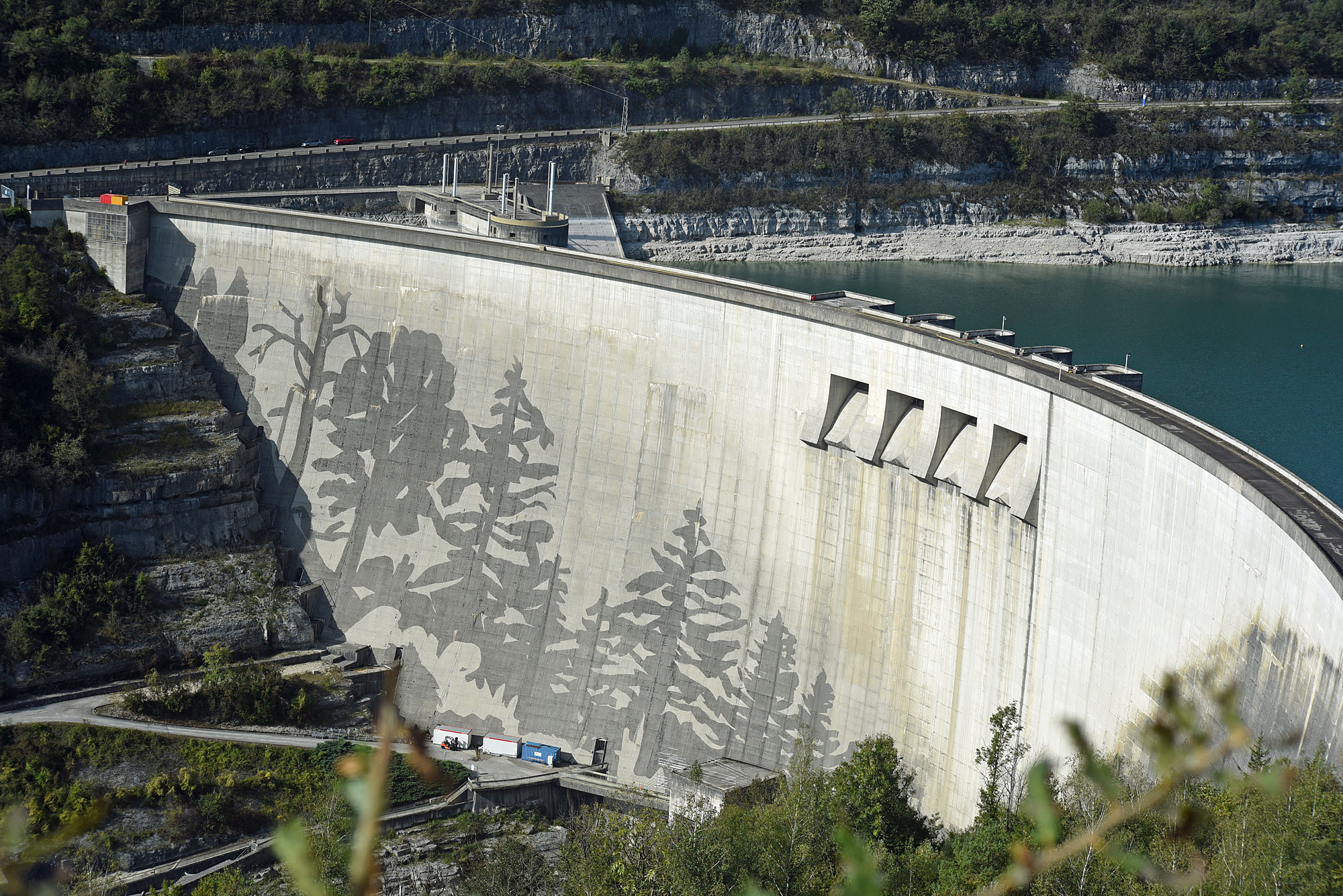
Reverse Graffito

## Sonstiges
Im Herbst 2021 schuf der Künstler Klaus Dauven in Zusammenarbeit mit Industriekletterern an der Staumauer das 110 × 430 Meter große Reverse Graffito La forêt. Durch Abtragen von Verunreinigungen wie Algen und Moosen mittels Hochdruckreinigern entstand die Silhouette einer Waldlandschaft. – Siehe Foto in der Galerie.